# Siebera stephensonii
Siebera stephensonii är en flockblommig växtart som beskrevs av George Bentham. Siebera stephensonii ingår i släktet Siebera och familjen flockblommiga växter. Inga underarter finns listade i Catalogue of Life.